# Luis Phelipe
Luis Phelipe de Souza Figueiredo, noto semplicemente come Luis Phelipe (Santos, 12 febbraio 2001), è un calciatore brasiliano, attaccante dello Sheriff Tiraspol.

## Caratteristiche tecniche
È un'ala destra molto rapida e tecnica, che può essere adattata anche nella corsia opposta.

## Carriera
Cresciuto nel settore giovanile del Red Bull Brasil, ha debuttato il 22 settembre 2018 disputando l'incontro di Copa Paulista vinto 3-1 contro il Desportivo Brasil e trovando subito la via del gol. Nel 2019 è passato al Red Bull Bragantino a seguito della fusione con il RB Brasil, con cui ha disputato due incontri nella seconda divisione del paese.
Il 18 luglio 2019 è stato acquistato dal Salisburgo con cui ha firmato un contratto fino al 2024. Ceduto in prestito alla filiale del Liefering, nel corso della stagione 2019-2020 ha giocato 19 partite in Erste Liga segnando 4 reti. L'8 agosto seguente ha fatto ritorno al RB Bragantino, sempre in prestito.

## Statistiche
Statistiche aggiornate al 20 settembre 2020.

### Presenze e reti nei club
| Stagione        | Squadra         | Campionato      | Campionato | Campionato | Coppe nazionali | Coppe nazionali | Coppe nazionali | Coppe continentali | Coppe continentali | Coppe continentali | Altre coppe | Altre coppe | Altre coppe | Totale | Totale | Totale |
| Stagione        | Squadra         | Comp            | Pres       | Reti       | Comp            | Pres            | Reti            | Comp               | Pres               | Reti               | Comp        | Pres        | Reti        | Pres   | Reti   |        |
| --------------- | --------------- | --------------- | ---------- | ---------- | --------------- | --------------- | --------------- | ------------------ | ------------------ | ------------------ | ----------- | ----------- | ----------- | ------ | ------ | ------ |
| 2019            | Red Bull Brasil | A1/SP           | 1          | 0          | CB              | 0               | 0               |                    | -                  | -                  | CP          | 2           | 1           | 3      | 1      |        |
| 2019            | Bragantino      | A1/SP+B         | 0+2        | 0          | CB              | 0               | 0               |                    | -                  | -                  |             | -           | -           | 2      | 0      |        |
| 2019-2020       | Liefering       | 2L              | 19         | 4          |                 | -               | -               |                    | -                  | -                  |             | -           | -           | 19     | 4      |        |
| 2020            | Bragantino      | A1/SP+A         | 0+4        | 1          | CB              | 0               | 0               |                    | -                  | -                  |             | -           | -           | 0+4    | 1      |        |
| Totale carriera | Totale carriera | Totale carriera | 26         | 5          |                 | 0               | 0               |                    | -                  | -                  |             | 2           | 1           | 28     | 6      |        |

## Palmarès

### Club

#### Competizioni nazionali
- Campionato rumeno: 1

FCSB: 2023-2024
- Supercoppa di Romania: 1

FCSB: 2024
- Coppa di Moldavia: 1

Sheriff Tiraspol: 2024-2025